# Solenopotes ferrisi
Solenopotes ferrisi – gatunek wszy należący do rodziny Linognathidae, pasożytujący na jeleniu wirginijskim (Odocoileus virginianus), mulaku (Odocoileus hemionus), jeleniu (Cervus elaphus). Powoduje chorobę wszawicę. 
Samiec długości 1,25 mm, samica 1,75 mm. Są silnie spłaszczona grzbietowo-brzusznie. Samica składa  jaja zwane gnidami, które są mocowane specjalnym "cementem" u nasady włosa. Rozwój osobniczy trwa po wykluciu się z jaja około 14 dni.
Pasożytuje na skórze owłosionej głównie na powłokach brzusznych, głowie, szyi i okolicach nasady ogona. W przypadku silnego opadnięcia może występować na całym ciele. Występuje na terenie Ameryki Północnej.